# Вајт Хит (Илиноис)
Вајт Хит (енгл. White Heath) насељено је место без административног статуса у америчкој савезној држави Илиноис.

## Демографија
По попису из 2010. године број становника је 290.
| Група             | 2000.    | 2010.       |
| Белци             | 0 (0,0%) | 282 (97,2%) |
| Афроамериканци    | 0 (0,0%) | 2 (0,7%)    |
| Азијати           | 0 (0,0%) | 1 (0,3%)    |
| Хиспаноамериканци | 0 (0,0%) | 4 (1,4%)    |
| Укупно            | 0        | 290         |